# Kreillerstraße (métro de Munich)
Kreillerstraße (en allemand : U-Bahnhof Kreillerstraße) est une station de la ligne U2 du métro de Munich. Elle est située en partie sous la Kreillerstraße, dans le secteur de Berg am Laim, à Munich en Allemagne.
Mise en service en 1999, elle est desservie par les rames de la ligne U2 du métro. 

## Situation sur le réseau

Plan du métro (2020).

Établie en souterrain, Kreillerstraße est une station de passage de la ligne U2 du métro de Munich. Elle est située entre la station Josephsburg, en direction du terminus nord Feldmoching, et la station Trudering, en direction du terminus est Messestadt Ost,.
Elle dispose, d'un quai central encadré par les deux voies de la ligne U2,.

## Histoire
La station Kreillerstraße est mise en service le 29 mai 1999, lors de l'ouverture à l'exploitation des 7,7 km du prolongement de la ligne U2 de Innsbrucker Ring à Messestadt-Ost. La station, qui ne comporte pas de colonnes, est due au cabinet d'architectes Grüner et Schnell, en coordination avec les équipes de la construction de la ville de Munich. La conception de l'éclairage due à Bartenbach LichtLabor, comporte trois bandes lumineuse situées au plafond ou des réflecteurs la diffuse de manière homogène sur l'ensemble du quai. La décoration murale est due au Michaeli-Gymnasium München (de), elle est un rappel de l'ancienne activité industrielle de fabrication de briques.

## Services aux voyageurs

### Accès et accueil
Établie en souterrain, sur un axe est ouest, sous la Kreillerstraße, elle dispose à l'ouest de deux bouches et une relation avec le quai du niveau -2, qui sont équipées chacune d'un escalier fixe et un escalier mécanique, deux ascenseurs permettent l'accessibilité aux personnes à la mobilité réduite. À l'est il y a également deux bouches pour rejoindre une mezzanine ayant une relation avec le quai, elles sont toutes les trois équipées d'un escalier fixe et d'un escalier mécanique. Située en zone M, la station dispose d'automates pour l'achat de titres de transport.

Installations
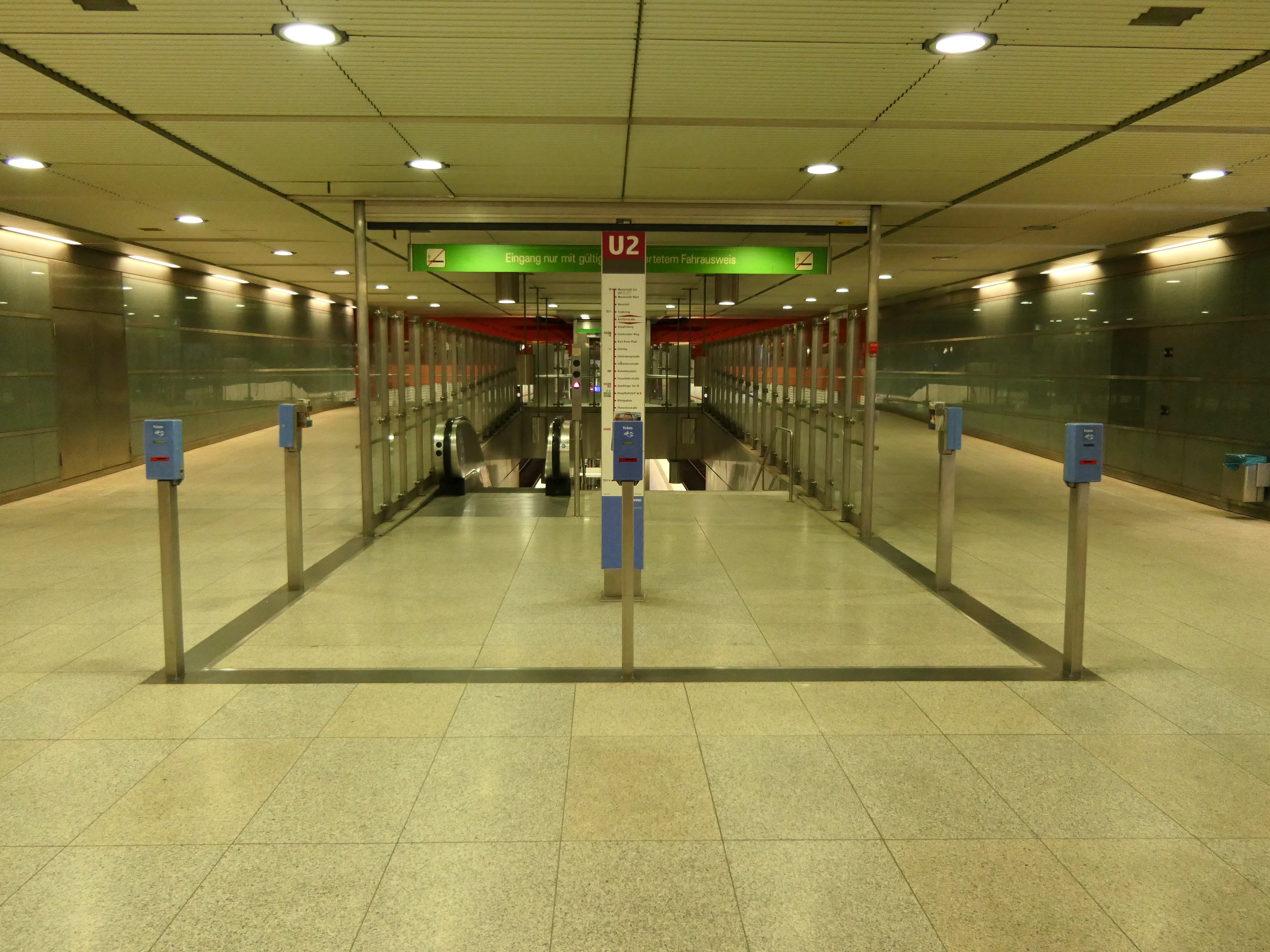
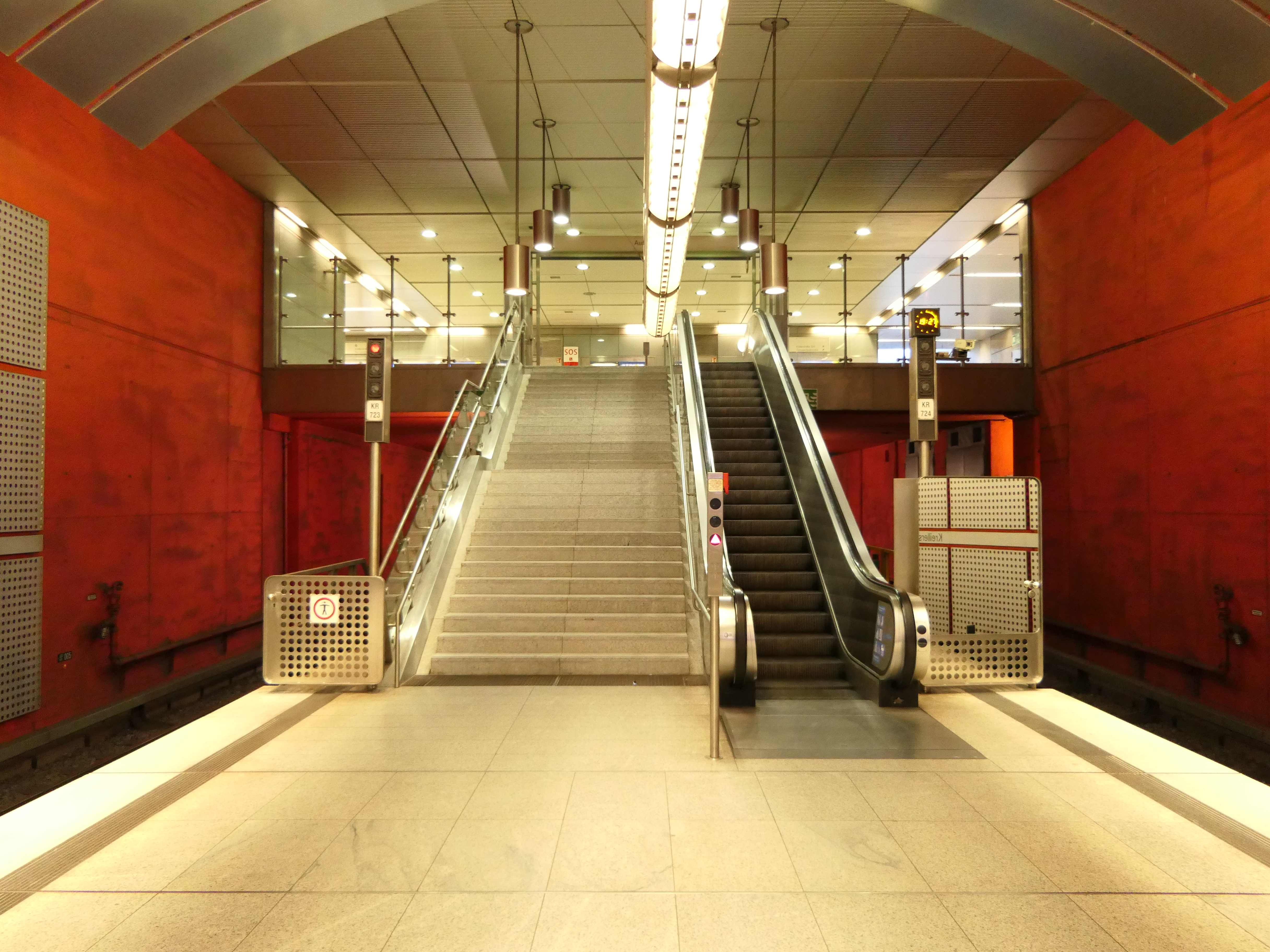

### Desserte
Kreillerstraße est desservie par toutes les rames de la ligne U2.

Installations
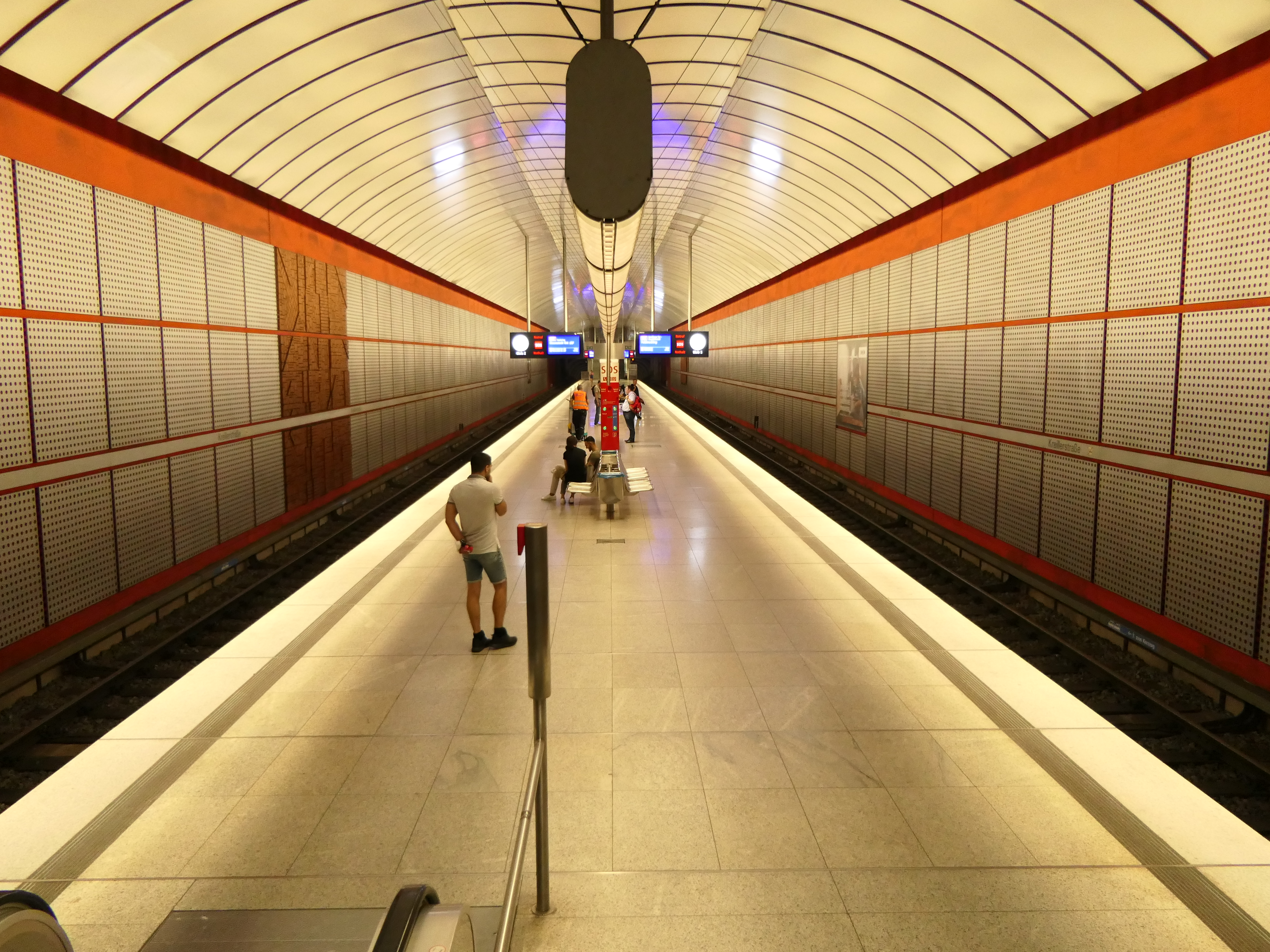
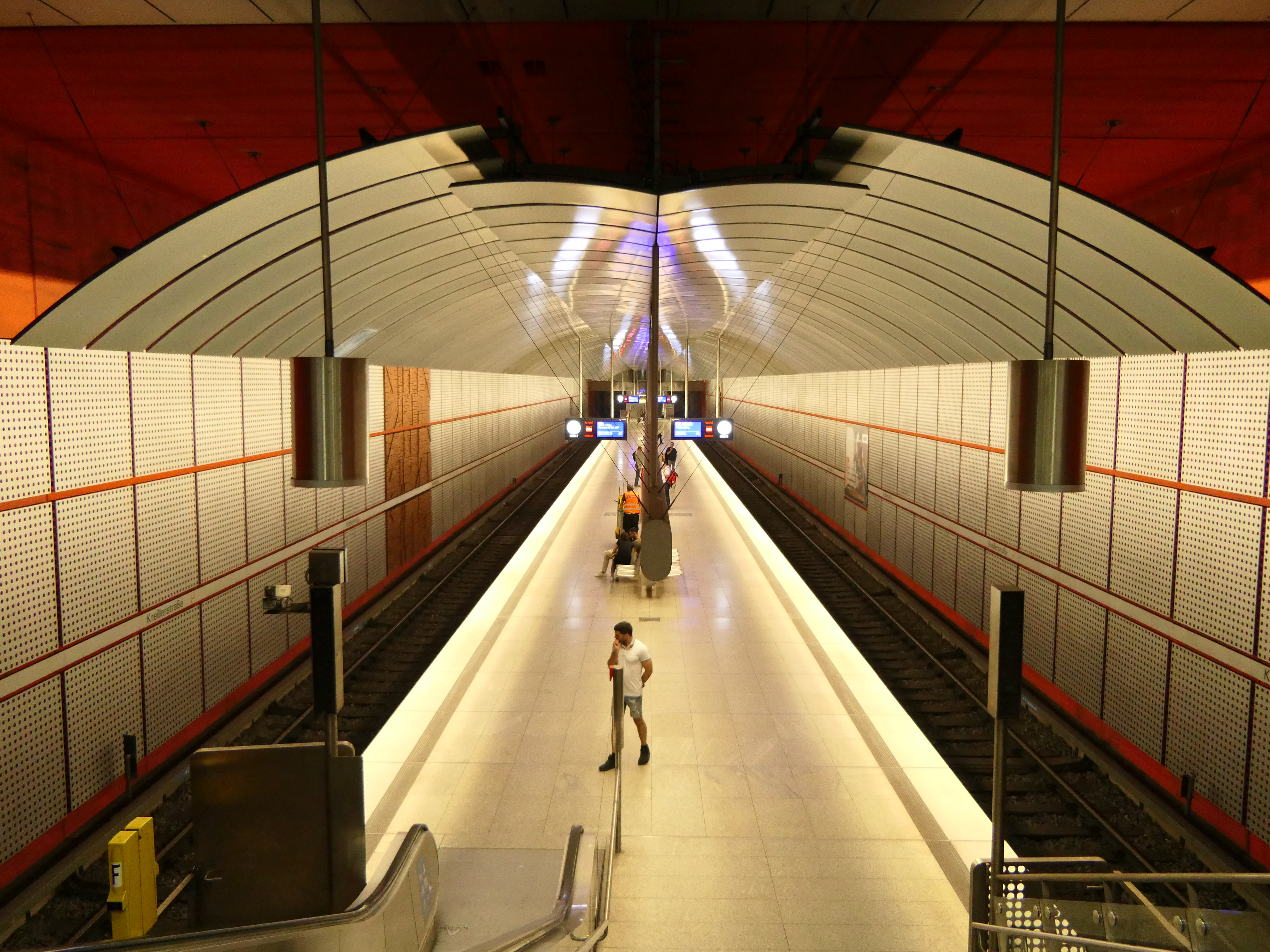

### Intermodalité
Par une bouche ouest, elle est en correspondance avec une station de tramway desservie par les lignes 21 et N19.